# Фромзель, Авигдер Мордухович
Ави́гдер Мо́рдухович (Ви́ктор Матве́евич) Фромзель (13 апреля 1909, Архангельск — 21 августа 2001, Санкт-Петербург) — советский и российский архитектор, представитель сталинского неоклассицизма, Заслуженный архитектор Российской Федерации (1997).

## Биография
Родился в Архангельске в еврейской семье. Дядя был техником-строителем, что подтолкнуло будущего архитектора в выборе профессии. С 1927 по 1931 год учился в ЛИСИ, затем в Академии Художеств. Среди его учителей были А. А. Оль, А. С. Никольский, И. А. Фомин, А. Е. Белогруд, В. А. Щуко, В. Г. Гельфрейх, Л. В. Руднев, Н. А. Троцкий.
В 1929 году, учась на втором курсе, он вместе с другими студентами (Б. Р. Рубаненко, Н. В. Барановым, Р. С. Исраэляном) во главе с профессором А. А. Олем выиграл конкурс проектов столичного Дворца культуры ЗИЛа. Однако техническое проектирование было выполнено братьями Весниными, а здание стало памятником конструктивизма. Позже он участвовал в проектировании Академии связи им. Буденного.
С 1 декабря 1934 года работал в институте «Ленпроект» («ЛенНИИпроект») в мастерской Г. А. Симонова. Там он знакомится с О. И. Гурьевым, ставшим его другом и единомышленником на долгие годы.

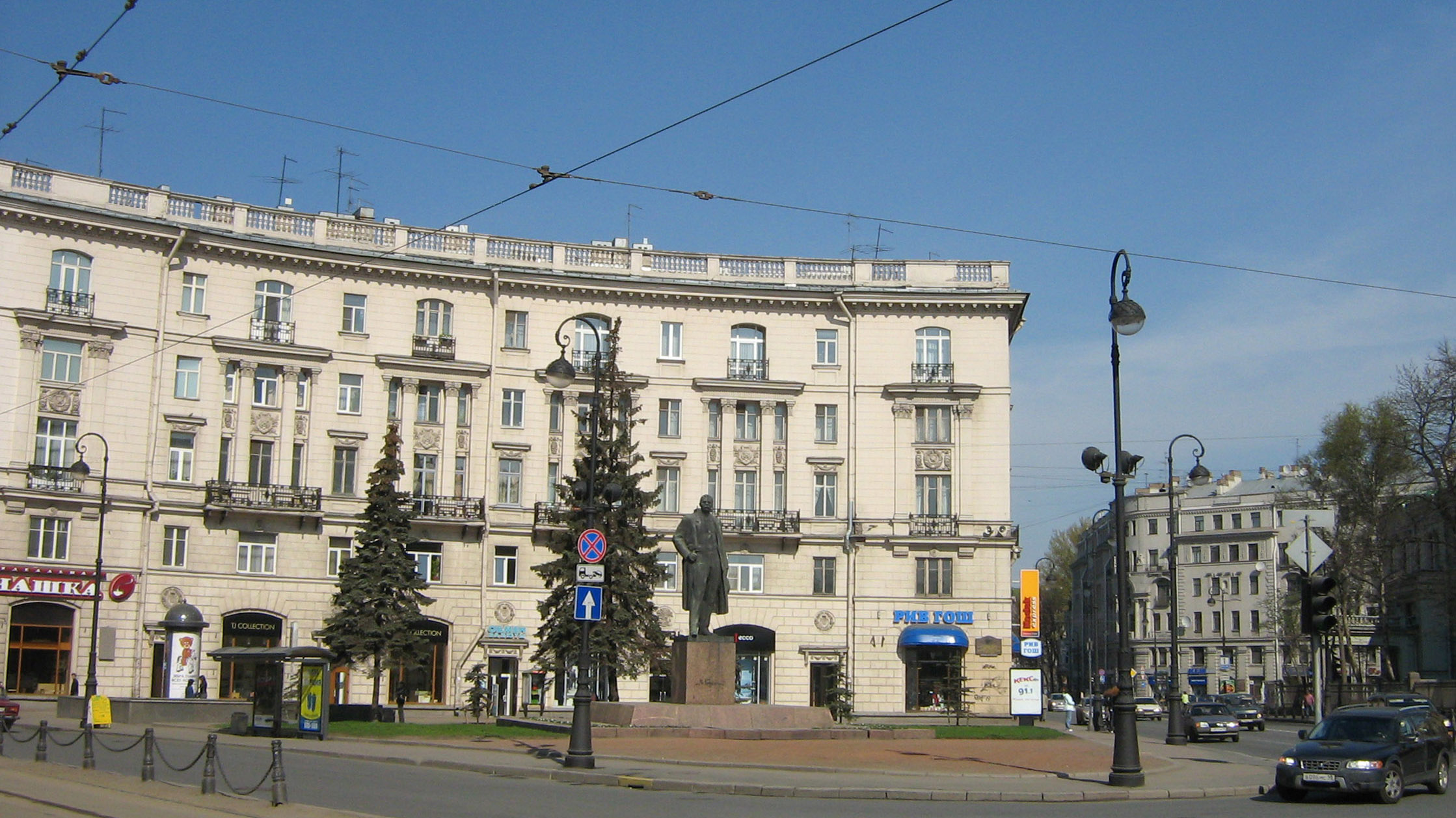
Каменноостровский проспект дом № 2
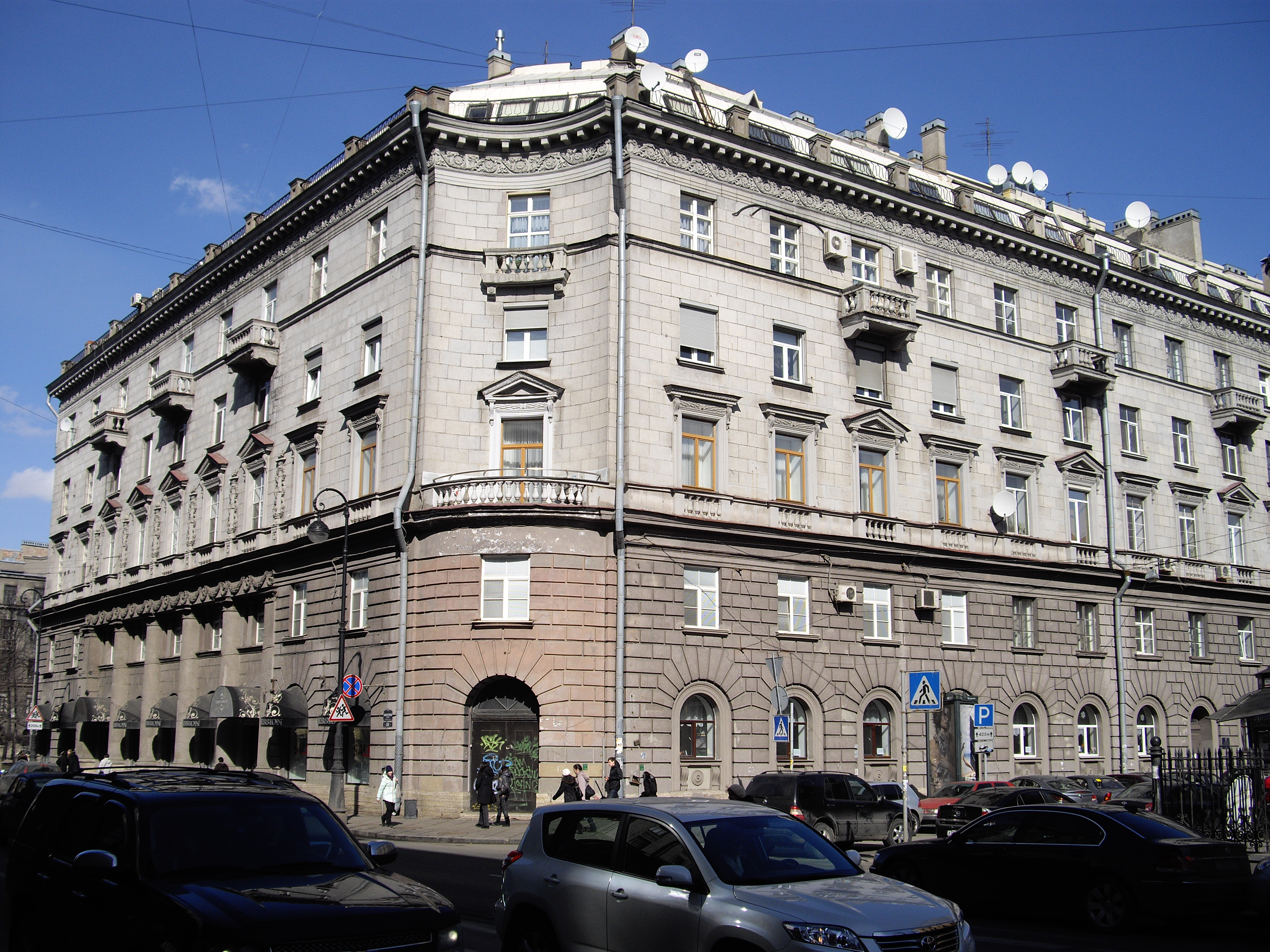
дом № 25
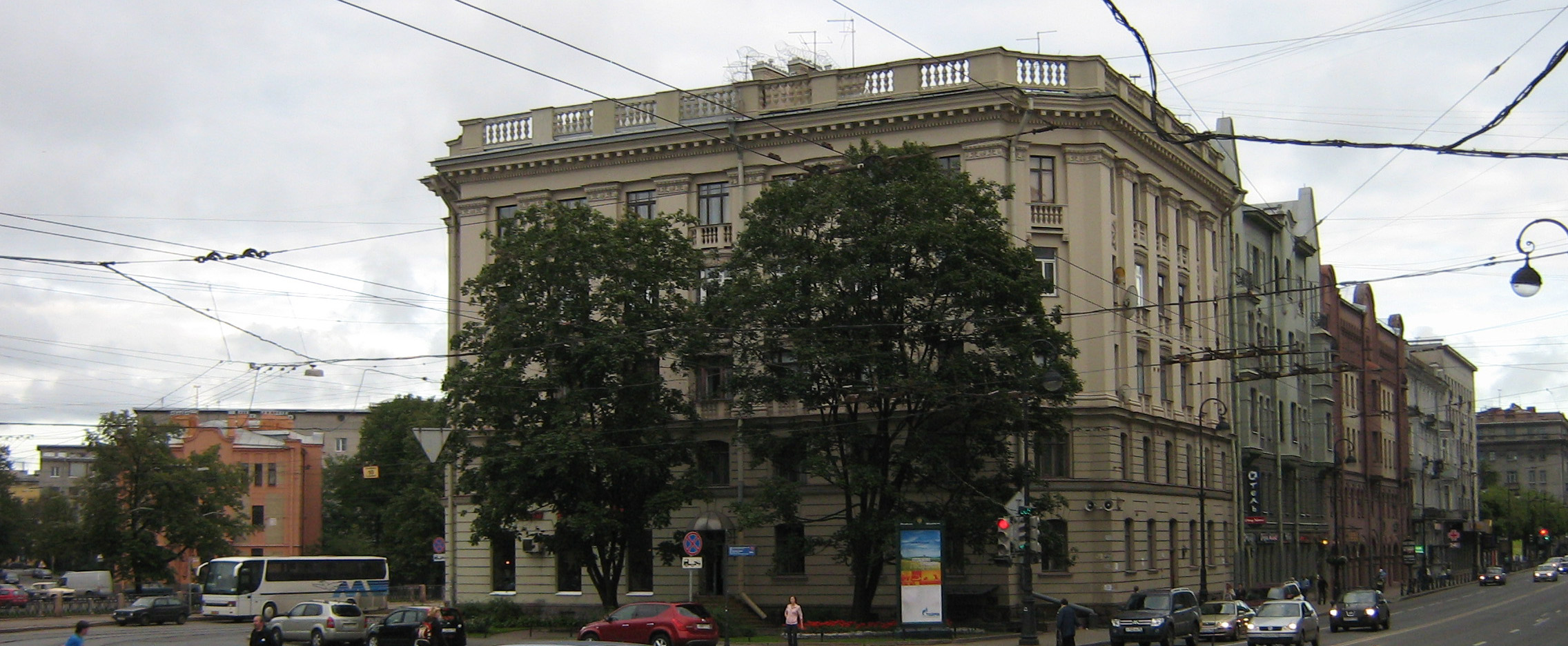
дом № 47

Во время войны служил лейтенантом медицинской службы, там он познакомился с А. С. Данилевским, дружбу с которым поддерживал до самой его смерти.
Фромзелем совместно с О. И. Гурьевым был оформлен Каменноостровский проспект дома № 2, 17, 25, 27а, 34, 47. Дом № 2 построен в стиле сталинского неоклассицизма в 1949—1951 годах, был высоко оценен и быстро приобрёл статус памятника архитектуры, а самих архитекторов выдвигали на Сталинскую премию.
Тандем двух архитекторов также проектировал: улица Рентгена дома 6, Стадион имени В. И. Ленина (ныне «Петровский»), Большой проспект ПС дом 34-36, 62, Московский пр., 22, 198, 200, 202, 204, кинотеатры «Спутник» (Бабушкина ул., 40) и «Космонавт» (Бронницкая ул., 24), малоэтажная застройка кварталов Дибуновской улицы и улицы Оскаленко, Енотаевской улицы, улица Савушкина, Школьная улица.

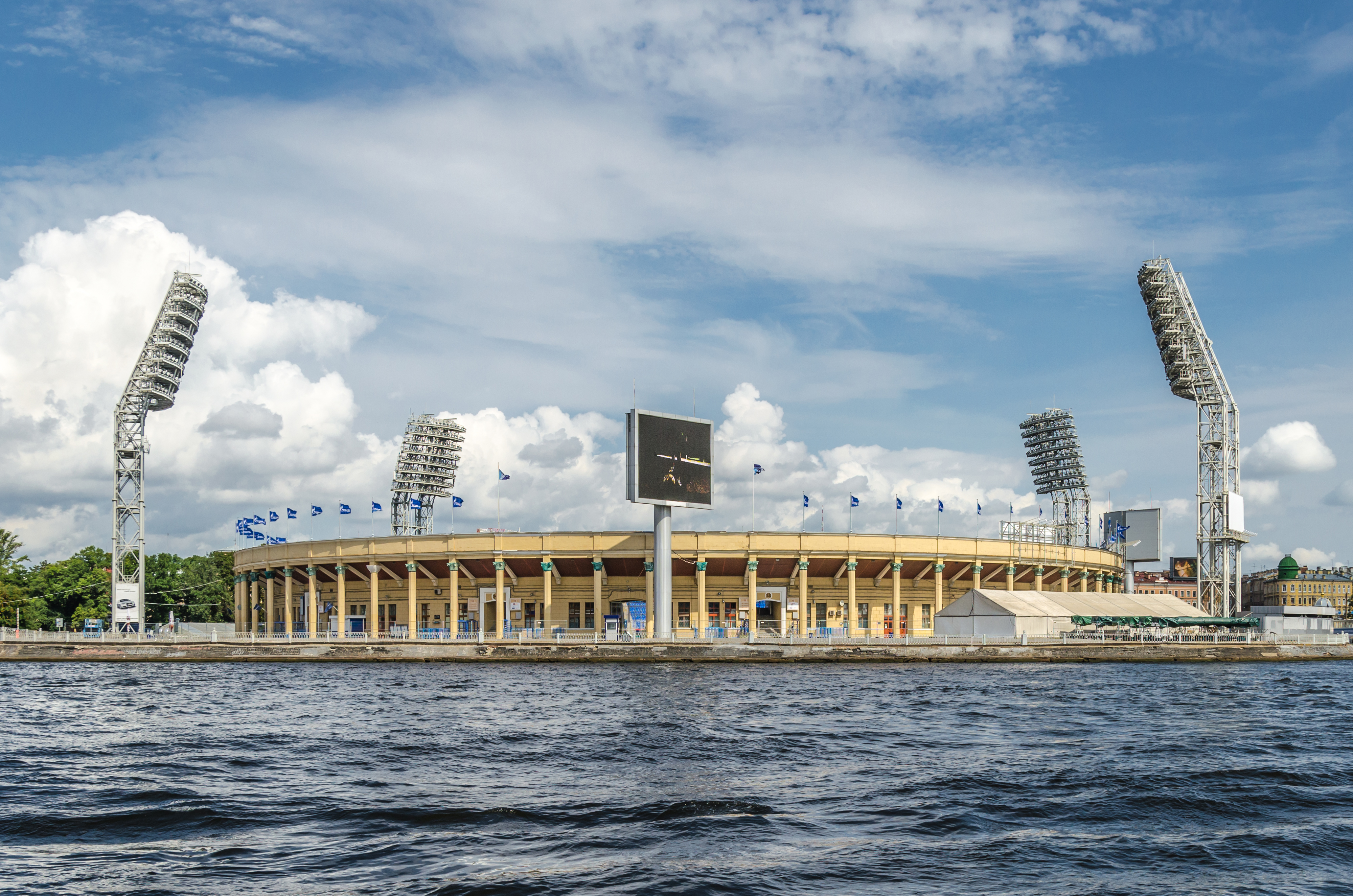
Стадион «Петровский» в Петербурге.
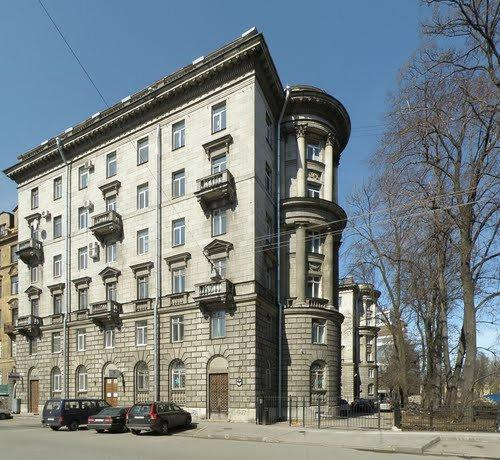
Дом на ул. Рентгена, 6
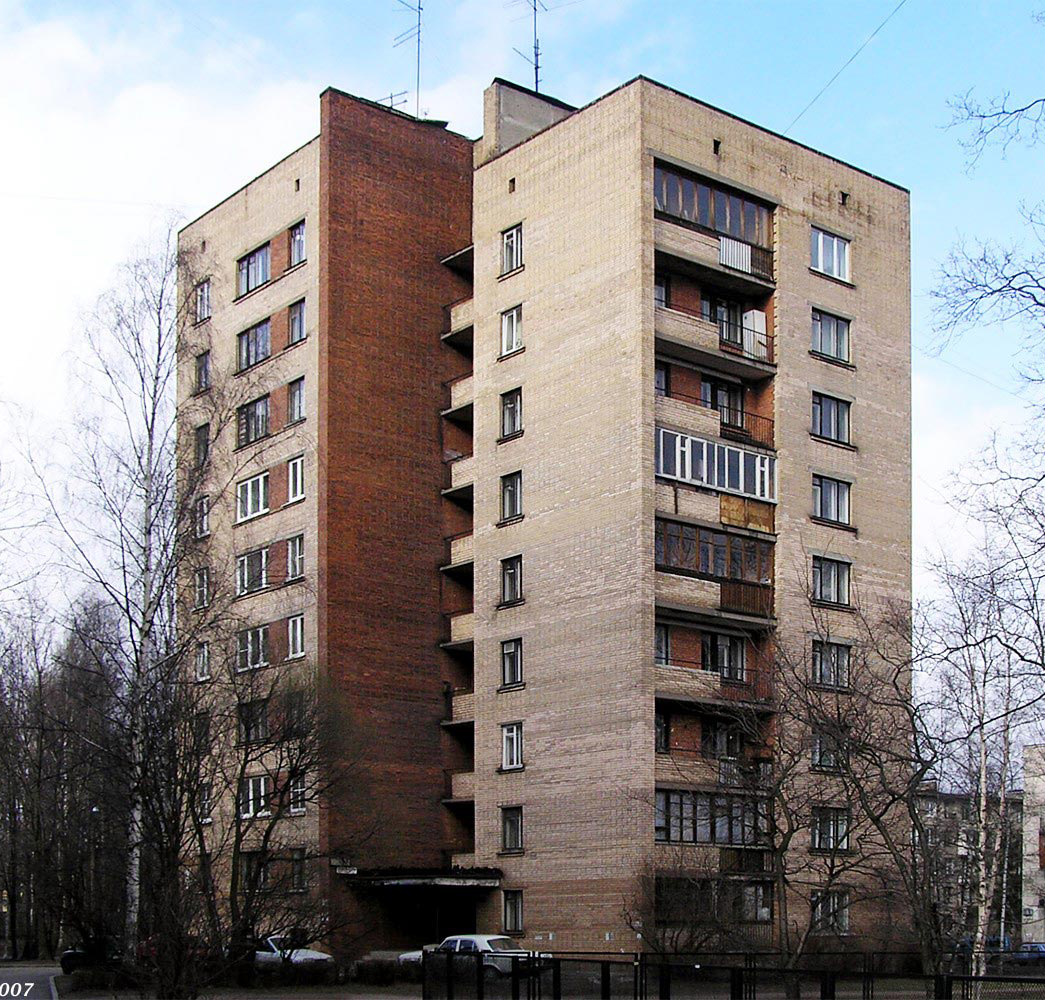
Дом 1-528КП-40

Тандем распался в хрущевскую эпоху после выхода постановления ЦК КПСС и Совета министров СССР «Об устранении излишеств в проектировании и строительстве», когда О. И. Гурьев, не желая мириться с ограничениями, ушёл на преподавательскую деятельность.
В конце 1950-х гг. в мастерской О. И. Гурьева Н. Н. Надёжиным и В. М. Фромзелем был создан проект 9-этажного кирпичного «точечного» здания на 45 квартир. Дом-башня, созданный по заказу одного из первых в СССР ЖСК на Выборгской стороне, приобрёл большую популярность и вскоре был утверждён как типовой (1-528КП-40) и реализован во многих районах города. Он стал одним из немногих серийных проектов, получивших своё неофициальное название — «точка Надёжина». Проект был отмечен публикациями в престижных зарубежных изданиях «L’architecture Francaise» и «The architectural Review» в 1964 и 1965 гг.
Также вместе с Н. Н. Надёжиным было построено здание кооператива «Моряк» в Конном переулке, 1.
В 1998 году Фромзель получил звание заслуженного архитектора Российской Федерации.
Активно работал до глубокой старости, в 1990-е занимался проектированием коттеджей для так называемых «новых русских». Одни из последних проектов — улица Льва Толстого дом 2А, рядом с домом авторства своего учителя А. Е. Белогруда (Дом с башнями). Дом, возведённый по проекту Фромзеля является, по замыслу зодчего, логическим продолжением «дома с башнями».
Похоронен на Северном кладбище Санкт-Петербурга.

## Семья
- Внук — израильский писатель Михаил Король.